# Drijen
Drijen (drin,  dren, drienak, drinja, drenić, drenovina, drinina, drinika, drenjak, drenjina, drenić, drnak, drenina, bila svibovina, crveni drijenak, drenak, drenjula, drinovina, rumeni dren, šupaljka lat. Cornus), rod polugrmova i drveća iz porodice drjenovki. Ime mu dolazi od latinske riječi cornu (rog), zbog čvrstoće i izgleda stabla koje može narasti do 5 metara. 
Drijen je raširen po sjevernoj hemisferi Eurazije i Sjeverne Amerike, te na području Kine, Koreje i Japana. U Hrvatskoj raste nekoliko vrsta, to su crveni drijen, bijeli drijen ili bijeli svib i svib (Cornus sanguinea) s podvrstama C, s. subsp. australis i C. s. subsp. hungarica.
Drvo drijena je čvrsto i otporno na bolesti i štetočine, te su se od njega izrađivali tradicionalni alati. plod je crvena jajolika bobica poznata kao drenjina ili drenjula, koja postaje slatka tek kad skroz dozrije, a to bude pred kraj rujna.
Postoji 51 priznata vrsta

## Vrste
1. Cornus alba L.
2. Cornus alternifolia L.f.
3. Cornus amomum Mill.
4. Cornus asperifolia Michx.
5. Cornus austrosinensis W.P.Fang & W.K.Hu
6. Cornus bretschneideri L.Henry
7. Cornus canadensis L.
8. Cornus capitata Wall.
9. Cornus chinensis Wangerin
10. Cornus controversa Hemsl.
11. Cornus darvasica (Pojark.) Pilip.
12. Cornus disciflora Moc. & Sessé ex DC.
13. Cornus drummondii C.A.Mey.
14. Cornus elliptica (Pojark.) Q.Y.Xiang & Boufford
15. Cornus excelsa Kunth
16. Cornus eydeana Q.Y.Xiang & Y.M.Shui
17. Cornus florida L.
18. Cornus foemina Mill.
19. Cornus glabrata Benth.
20. Cornus hemsleyi C.K.Schneid. & Wangerin
21. Cornus hongkongensis Hemsl.
22. Cornus iberica Woronow
23. Cornus koehneana Wangerin
24. Cornus kousa Bürger ex Hance
25. Cornus macrophylla Wall.
26. Cornus mas L.
27. Cornus meyeri (Pojark.) Pilip.
28. Cornus multinervosa (Pojark.) Q.Y.Xiang
29. Cornus nuttallii Audubon ex Torr. & A.Gray
30. Cornus obliqua Raf.
31. Cornus oblonga Wall.
32. Cornus officinalis Siebold & Zucc.
33. Cornus oligophlebia Merr.
34. Cornus papillosa W.P.Fang & W.K.Hu
35. Cornus parviflora S.S.Chien
36. Cornus peruviana J.F.Macbr.
37. Cornus quinquenervis Franch.
38. Cornus racemosa Lam.
39. Cornus rugosa Lam.
40. Cornus sanguinea L.
41. Cornus schindleri Wangerin
42. Cornus sericea L.
43. Cornus sessilis Torr.
44. Cornus suecica L.
45. Cornus sunhangii T.Deng, Z.Y.Lv & Zhi M.Li
46. Cornus ulotricha C.K.Schneid. & Wangerin
47. Cornus volkensii Harms
48. Cornus walteri Wangerin
49. Cornus wardiana Rushforth & Wahlsteen
50. Cornus wilsoniana Wangerin
51. Cornus ×acadiensis Fernald
52. Cornus ×arnoldiana Rehder
53. Cornus ×elwinortonii Mattera, T.Molnar & Struwe
54. Cornus ×friedlanderi W.H.Wagner
55. Cornus ×rutgersensis Mattera, T.Molnar & Struwe
56. Cornus ×slavinii Rehder
57. Cornus ×unalaschkensis Ledeb.

## Vanjske poveznice
|  | Zajednički poslužitelj ima još gradiva o temi Cornus |
|  | Wikivrste imaju podatke o taksonu Cornus             |